# 2136 Jugta
2136 Jugta је астероид главног астероидног појаса са средњом удаљеношћу од Сунца која износи 3,020 астрономских јединица (АЈ).
Апсолутна магнитуда астероида је 11,6.